# María Teresa Mercado Pérez
María Teresa Mercado Pérez (Ciudad de México, 15 de octubre de 1956) es una diplomática mexicana y embajadora del Servicio Exterior Mexicano.Actualmente se desempeña como Subsecretaria de Relaciones Exteriores de México. 
Es licenciada en Relaciones Internacionales por la Universidad Nacional Autónoma de México. Ha realizado diplomados sobre negocios, promoción turística y diplomacia comercial con América Latina. 
Ingresó al Servicio Exterior Mexicano en 1977. Ascendió al rango de Ministra en 2017. 
Ha desempeñado diversos cargos como Jefa de Cancillería en la Embajada en Argentina, directora general Adjunta del Ceremonial y la Coordinación logística Cumbres Líderes de América del Norte y COP16, Encargada de Negocios en Dinamarca, Jefa de la Sección Consular en la Embajada en Bélgica-Luxemburgo, Directora de Promoción Económica con América Latina y el Caribe; Responsable de Asuntos Económicos y Comerciales en la Embajada de México en Francia; Responsable de Relaciones Sectoriales en la Embajada de México en Canadá, entre otros.
En abril de 2019 fue nombrada Titular de la Embajada de México ante el Estado Plurinacional de Bolivia. En diciembre del mismo año, en medio de la crisis política en Bolivia fue declarada persona non grata por Jeanine Áñez, quien la expulsó del país.

## Reconocimientos
El 2 de febrero de 2020, el presidente Andrés Manuel López Obrador le otorgó el ascenso a rango de embajadora reconociendo su trayectoria como diplomática de carrera, así como a la gestión como embajadora ante el Estado Plurinacional de Bolivia.
Obtuvo condecoraciones del Reino de Dinamarca (Orden de Danebrog) y del Reino de los Países Bajos (Orden de Orange Nassau). 